# 押山沙織
押山 沙織（おしやま さおり、5月9日 - ）は、日本の女性声優。埼玉県出身。

## 人物
アミューズメントメディア総合学院卒業。
以前はAIR AGENCYに所属していた。
趣味は散歩、タップダンス。特技は細かい作業。

## 出演作品

### テレビアニメ
2011年
- カッコカワイイ宣言!

2014年
- 犬猫アワー 47都道府犬R&にゃ〜めん（OL1、老婦、秘書）
- ガンダムビルドファイターズトライ（子供）

2015年
- うしおととら（古尾めぐみ）

2016年
- 甲鉄城のカバネリ（民人）

2017年
- クレヨンしんちゃん（お客さん、女性警官、お姉さん）

### OVA
2013年
- コープスパーティー Tortured Souls -暴虐された魂の呪叫-（中嶋夏海）

### Webアニメ
2017年
- できるかな（ばあちゃん、イカ）

### ゲーム
2013年
- ロミオVSジュリエット

2014年
- BLACK CODE ブラック・コード
- 蒼穹のスカイガレオン（ティアマト[2]）
- ロミオ＆ジュリエット

2015年
- 雷子（呂蒙[3]）

2017年
- デウスエクス マンカインド・ディバイデッド

### 吹き替え
- イン・ジャングル 地獄からの脱出（マリア）
- レジェンド・オブ・ホーン
- 恋歌（薬剤師）

### ナレーション
- ラジオCM　クレーシェ

### ドラマCD
- 文豪シリーズ『文豪失格』

### その他
- BS世界のドキュメンタリー シリーズ　いまに至る道　ガラス
- VOMIC　白雪姫と7人の囚人（誠の母）